# ماساهیرو مییاشیتا
ماساهیرو مییاشیتا (انگلیسی: Masahiro Miyashita؛ زادهٔ ۱۰ اکتبر ۱۹۷۵) بازیکن فوتبال اهل ژاپن است.